# Joséphine de Beauharnais mladší
Joséphine de Beauharnais mladší nebo také královna Josefína (14. března 1807, Milán – 7. června 1876 Stockholm) byla královna Švédska a Norska (1844–1859), vnučka francouzské císařovny Joséphine de Beauharnais.
Byla nejstarší dcerou francouzského napoleonského generála Evžena de Beauharnais, vicekrále Itálie, vévody z Leuchtenbergu a Augusty Bavorské, dcery krále bavorského Maxmiliana I.
Manželka korunního prince a pozdějšího švédského a norského krále Oskara I.

## Dětství
Josephine se narodila v Miláně jako dcera italského místokrále, adoptivního syna císaře Napoleona I. Eugéne de Beauharnais a princezny Augusty Bavorské. Obdržela titul princezny z Bologne a od 1813 vévodkyně z Galliery. Roku 1814 se rodina musela přestěhovat do Mnichova, kde bavorský král Maxmilián I. udělil Eugénovi titul vévody z Leuchtenburgu 1817 se Eugén stal knížetem z Eichstättu. Josephine se dostalo dobrého vzdělání – studovala aritmetiku, historii, geografii a astronomii. Zároveň se učila německy, italsky a anglicky. Základům filozofie ji vyučoval slavný filozof Schelling. Vyrůstala v Itálii a v Bavorsku, ale její rodnou řečí a řečí, ve které se mluvilo v rodině, byla francouzština. 24. března 1821 byla biřmována v katolické církvi.

## Sňatek

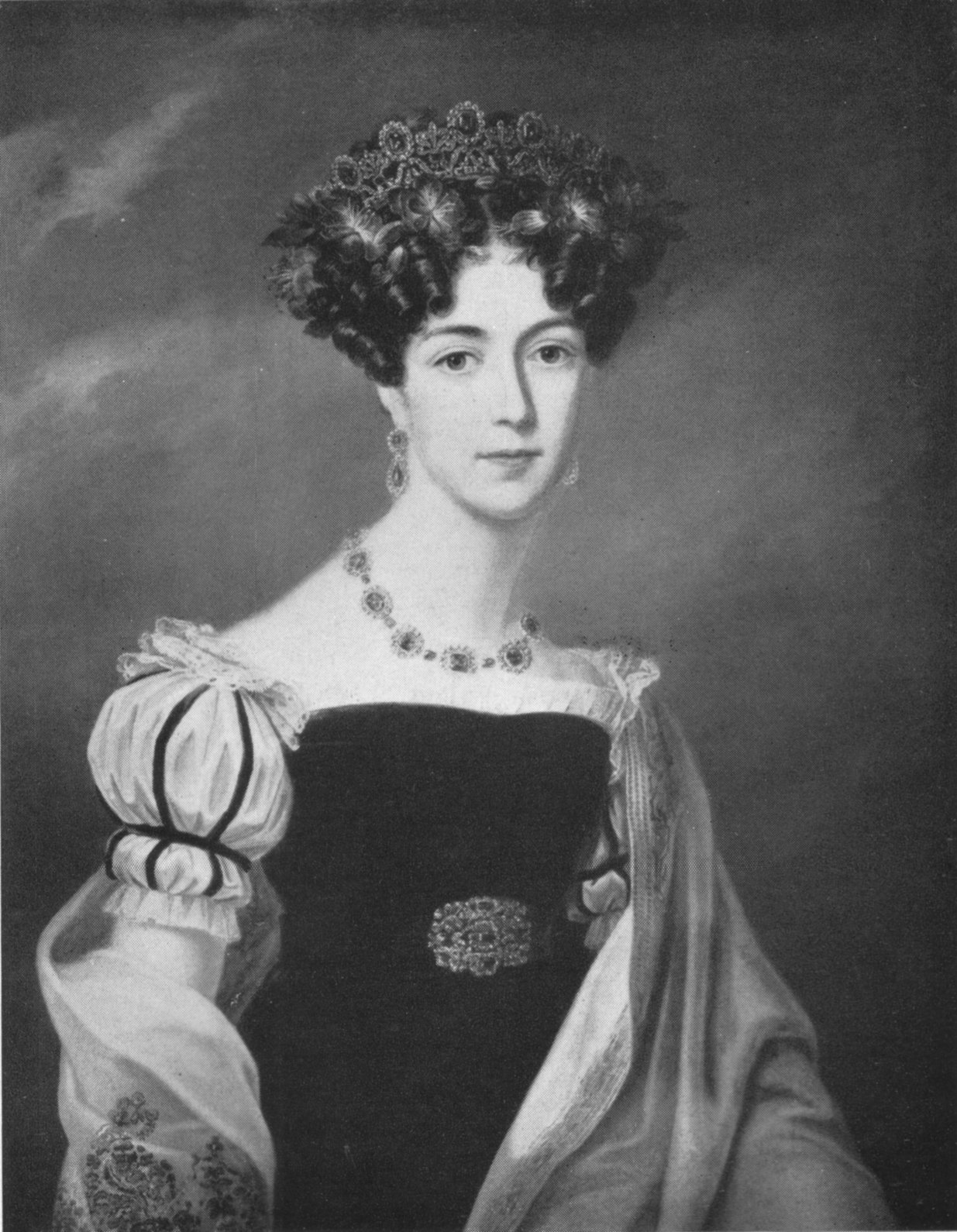
"Josefina z Leuchtenbergu", Frederic Westin, 1825

Švédský král Karl Johan XIV., bývalý francouzský napoleonský maršál Bernadotte roku 1821 rozhodl, že se jeho syn, korunní princ Oskar ožení. Chtěl pro něj manželku ze starého knížecího nebo královského evropského rodu. Měl vyhlédnuté princezny dánské nebo princeznu holandskou, ale zasáhla Oskarova matka Désirée. Ač královna, nežila ve Švédsku a znala rodinu Josephine. Prosadila, aby se Oscarovou ženou stala právě Josephine von Leuchtenburg. 23. srpna 1822 se Oskar v Eichstattu potkal se svou 15letou nevěstou. Oskarovi se dívka líbila, náklonnost byla oboustranná. Vrátil se do Švédska a oznámil otci, že Josephine se stane jeho ženou. Začala jednání o svatbě. Jediným problémem bylo, že Josephine byla katolička a Oskar protestant. 23. května 1823 proběhla svatba v zastoupení (Oskara zastoupil bratrance Josephine Karel Bavorský). Poté se Josephine spolu s dvorními dámami hraběnkou Tascher de la Pagerie, baronkou Wurms a přítelkyní z dětství Bertou Zück chystala k cestě do Švédska. V Lübecku společně s královnou Desiderií, která nebyla ve Švédsku 12 let, nastoupila na loď. Ve Vaxholmu je čekal korunní princ Oskar a 13. června 1824 všichni vjeli do Stockholmu.
V paláci Haga navštívila princeznu Sofii Albertinu, sestru bývalého krále Karla XIII. 19. června 1824 proběhla v katolické katedrále Storkyrkan slavnostní mše, následoval večer v Královském divadle, kde na počest princezny dávali Mozartovu operu Titus a jiné skladby.

## Potomci

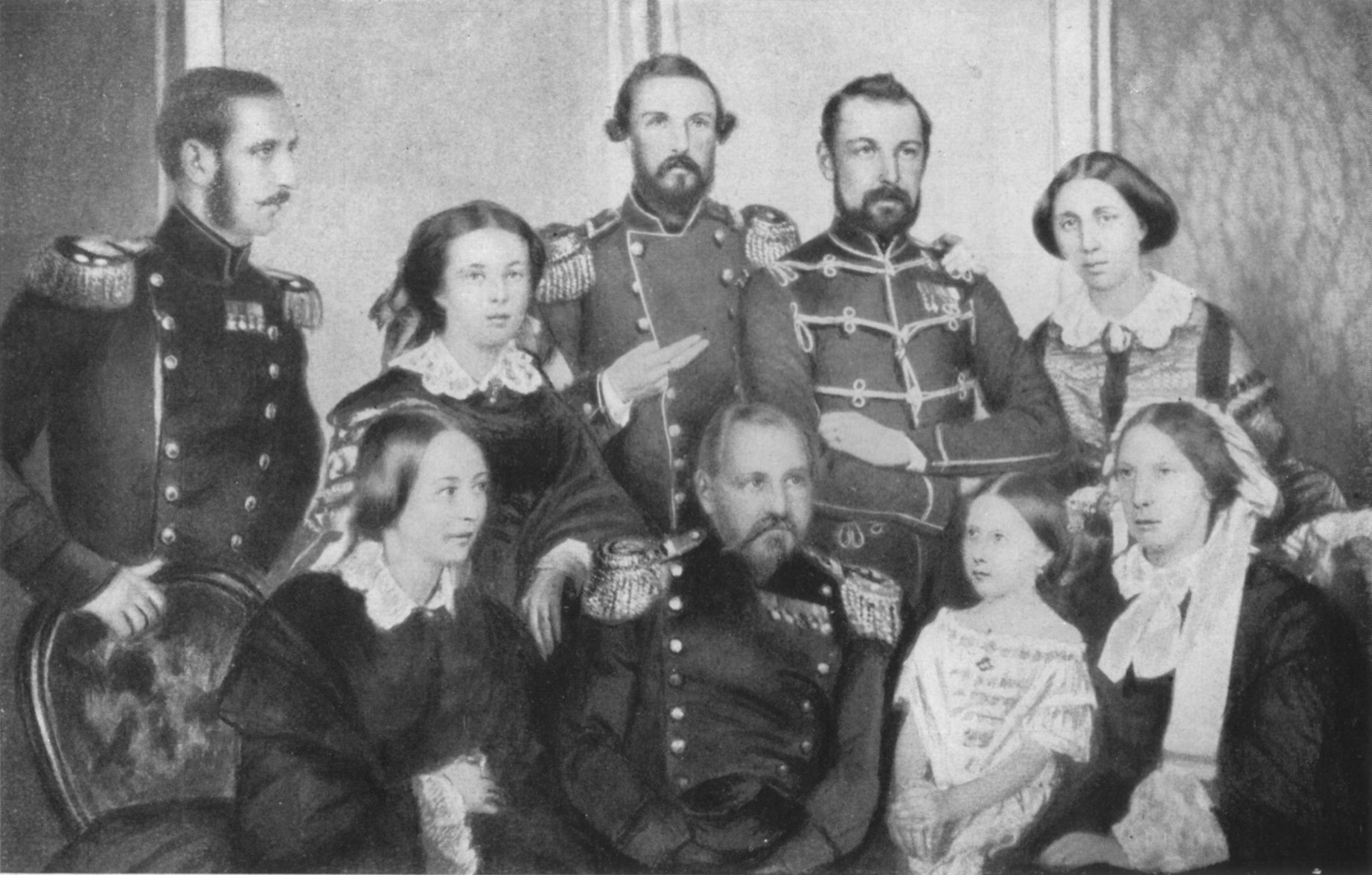
Královská rodina 1857. Stojící zleva: princ August, jeho žena Sofie z Nassau, princ Oskar, korunní princ Karel, korunní princezna Luise. Zleva sedí: princezna Evženie, král Oskar I., princezna Luise, královna Josefína.

- Karel Ludvík Evžen (3. května 1826 – 18. září 1872) jako Karel XV. král švédský a norský od roku 1859 až do své smrti, ⚭ 1851 Luisa Oranžsko-Nasavská (5. srpna 1828 – 30. března 1871)
- Gustav (18. června 1827 – 24. září 1852), vévoda z Upplandu, svobodný a bezdětný
- Oskar (21. ledna 1829 – 8. prosince 1907), jako Oskar II. norský král v letech 1872–1905 a král švédský od roku 1872 až do své smrti, ⚭ 1857 Žofie Nasavská (9. července 1836 – 30. prosince 1913)
- Evženie (24. dubna 1830 – 23. dubna 1889), svobodná a bezdětná
- August Nikolaus (24. srpna 1831 – 4. března 1873), vévoda z Dalarny, ⚭ 1864 Tereza Sasko-Altenburská (21. prosince 1836 – 9- listopadu 1914)

## Královna

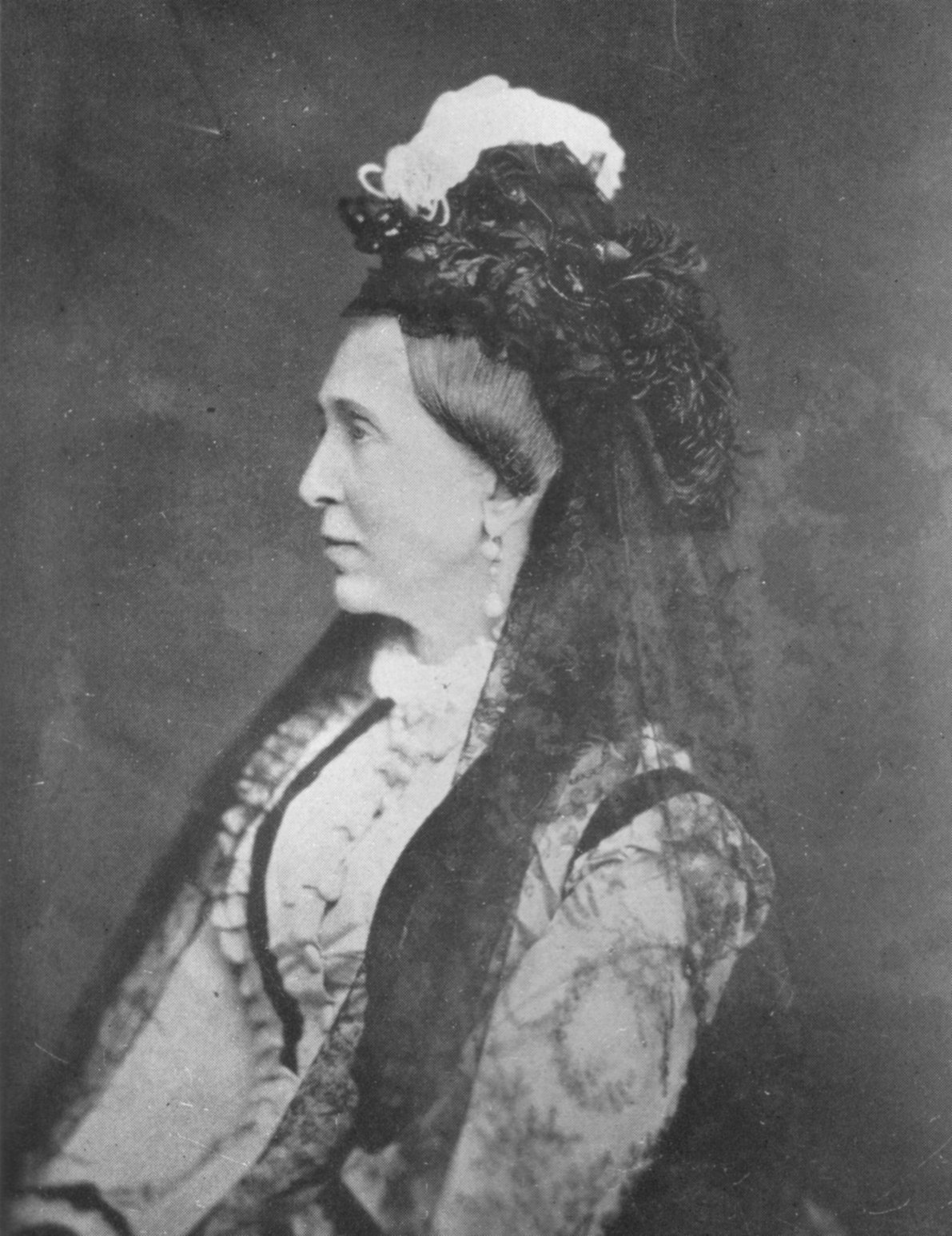
Josefína v roce 1874

Roku 1844, po smrti krále Karla XIV. Johana nastoupil na trůn Oskar I. Josephine byla korunována královnou švédskou a norskou. Svému muži byla oporou a občas zasahovala i do politiky, například ve válce se Šlesvickem-Holštýnskem, kde se Švédsko postavilo na stranu Dánska proti Šlesvicku-Holštýnsku, Prusku a Rakousku. 8. července 1857 Oskar I. umírá a na trůn nastupuje jeho syn Karel Ludvík Evžen jako král švédský a norský Karel XV.

## Osudné cesty
Na doporučení lékařů začala Josephine navštěvovat lázně. Poprvé byla v Bad Kissingen r. 1844. V Mnichově navštívila svou rodinu, ale urychleně se vrátila do Kristianie, kde její syn Gustav onemocněl tyfem. Z několik dní po příjezdu matky Gustav umírá. 1872 odjíždí do Portugalska navštívit svou sestru Amélii, manželku brazilského krále Pedra I. Přijímá pozvání španělského krále Amadea I. a navštěvuje ho v El Escorialu. Odpočívá na Madeiře u své neteře Marie Amálie. Navštíví Lurdy a jede k rodině do Mnichova. Dostává telegram, že 18. září 1872 zemřel král Karel XV. Josephine tak přichází o druhého syna.
1875 přijíždí do Říma, kde ji hostí italský král Viktor Emanuel II. Soukromou audienci jí poskytne papež Pius IX., se kterým je od r.1850 v písemném kontaktu. Pak navštíví Miláno a Bolognu, kde jí kdysi Napoleon udělil titul princezny z Bologni. V Bavorsku u jezera Tegernsee pobývá u svého bratrance Karla Bavorského. V Salcburku se setkává s francouzskou ex-císařovnou Evženií, manželkou Napoleona III.

## Konec
Rok 1876 už se Josephine necítí dobře a připravuje se na odchod ze života. Nechá sepsat závěť, kde po sobě zanechává jako dědictví 9,5 milionu švédských korun. 7. června v půl čtvrté ráno bývalá královna švédská a norská Josefina umírá. Je pohřbena v nové královské „bernadottské“ hrobce v chrámu Riddarholmskyrkan ve Stockholmu.

## Tituly a oslovení
- 14. března 1807 – 29. prosince 1807: slečna Joséphine de Beauharnais
- 29. prosince 1807 – 28. května 1813: princezna z Bologna
- 28. května 1813 – 14. listopadu 1817: princezna z Bologna, vévodkyně z Galliery
- 14. listopadu 1817 – 22. května 1823: Její Jasnost princezna z Bologna, vévodkyně z Galliery, princezna z Leuchtenbergu
- 22. května 1823 – 19. června 1823: Její Královská Výsost princezna Joséphine Švédská a Norská, princezna z Bologna, vévodkyně z Galliery, princezna z Leuchtenbergu
- 19. června 1823 – 12. února 1824: Její Královská Výsost korunní princezna Švédska a Norska, vévodkyně ze Södermanlandu, princezna z Bologna, vévodkyně z Galliery
- 12. února 1824 – 11. října 1824: Její Královská Výsost místokrálovna Norska, korunní princezna Švédska a Norska, vévodkyně ze Södermanlandu, princezna z Bologna, vévodkyně z Galliery
- 11. října 1824 – 1837: Její Královská Výsost korunní princezna Švédska a Norska, vévodkyně ze Södermanlandu, princezna z Bologna, vévodkyně z Galliery
- 1837 – 8. března 1844: Její Královská Výsost korunní princezna Švédska a Norska, vévodkyně ze Södermanlandu, princezna z Bologna
- 8. března 1844 – 8. července 1859: Její Veličenstvo královna Švédska a Norska, princezna z Bologna
- 8. července 1859 – 7. června 1876: Její Veličenstvo královna vdova Švédska a Norska, princezna z Bologna